# Henk Meert
Henk Meert (Ukkel, 10 januari 1963 - Dilbeek, 20 oktober 2006) was een Belgisch sociaal geograaf.

## Leven
Meert was verbonden aan de KU Leuven, waar hij vanaf 2000 gastdocent was en vanaf 2004 deeltijds hoofddocent. Daarnaast was hij postdoctoraal onderzoeker bij het FWO, coördinator van het European Observatory on Homelessness en research associate bij de Universiteit van Dundee. Hij was ook actief als regionaal voorzitter van Opbouwwerk in het Pajottenland.
Meert woonde in zijn latere jaren in Lennik. Hij overleed plots in oktober 2006 op 43-jarige leeftijd nadat hij onwel was geworden tijdens het autorijden.

## Werk
Als sociaal geograaf richtte Henk Meert zich op de wisselwerking tussen de openbare ruimte en de samenleving, meer bepaald op de maakbaarheid van de samenleving. Hij onderzocht hoe fenomenen zoals dakloosheid en gentrificatie tot stand kwamen in de context van een postindustriële, kapitalistische maatschappij. Meert verwees geregeld naar Karl Polanyi en diens concept van drie economische integratiesferen, namelijk marktruil, herverdeling en wederkerigheid. In navolging van Polanyi stelde hij dat ook onder het kapitalisme de drie sferen aanwezig blijven, hoewel de marktruil domineert.
Een illustratie van zijn sociaal-geografische insteek is een artikel waarin hij armoede in het Vlaams-Brabantse dorp Houwaart kaderde in de gebrekkige economische integratie van huishoudens in combinatie met de ontmanteling van de welvaartsstaat. Hij benadrukte het belang van wederkerigheid in een rurale gemeenschap zoals Houwaart. Ook karakteriseerde hij ruimte als een "collectief geheugen" waarin processen uit het verleden bewaard blijven, en tegelijk als een "setting" die voortdurend de kansen en uitdagingen van huishoudens medieert.
Een ander voorbeeld is een artikel voor het Vlaams Marxistisch Tijdschrift i.s.m. Christian Kesteloot. Hierin bespraken zij drie achtergestelde Brusselse wijken, namelijk Peterbos, Kuregem en het grensgebied tussen Schaarbeek en Sint-Joost. Meert en Kesteloot analyseerden de contrasten tussen deze wijken vanuit culturele verschillen, maar ook de uiteenlopende sociale geschiedenis (Kuregem als arbeiderswijk versus het heterogenere Schaarbeek). Bovendien bekritiseerden ze het beleid dat achtergestelde gemeenschappen had geconcentreerd in het perifere Peterbos, waar het totale gebrek aan "wijkgebonden troeven inzake marktruil, herverdeling en wederkerigheid" de inwoners "op een haast slaafse wijze" afhankelijk maakte van het stadscentrum.
De taalkundige Jan Blommaert, die een vriend en frequent medewerker van Meert was, omschreef Meert in 2015 als een voorbeeldfiguur die hem hielp om taalkundige en stedelijke structuren te begrijpen als "polycentrische" systemen. Meert leerde Blommaert ook "dat ruimtelijke conflicten best als machts- en ongelijkheidsconflicten kunnen geïnterpreteerd worden". Dit houdt in dat ruimte gepolitiseerd moet worden, in plaats van als een leeg en neutraal speelveld te gelden.

### Boeken en rapporten
- Joe Doherty, Bill Edgar en Henk Meert, Access to Housing: Homelessness and Vulnerability in Europe (Bristol: Policy Press, 2002)
- Marie Bourgeois, Tine De Rijck en Henk Meert, Omvang en ruimtelijk-economische dimensie van het grijze wooncircuit in Vlaanderen: een experimenteel onderzoek naar methodiekbepaling (Brussel: Vlaamse Gemeenschap, 2002)
- Bill Edgar en Henk Meert, Fourth Review of Statistics on Homelessness in Europe: The ETHOS Definition of Homelessness (FEANTSA [en], 2005) (uitgebreid rapport over dakloosheid in Europa)[8]
- Henk Meert, Mens, maatschappij en ruimte (Berchem: EPO, 2008) (postuum gepubliceerde bloemlezing uit het werk van Meert)[9]

### Artikels en bijdrages (selectie)
- Christian Kesteloot, Henk Meert en Pascale Mistiaen, "Van dag tot dag in Kuregem: Overlevingsstrategieën van armen in een gemarginaliseerde buurt", in SamPol 2:10 (1995), 26-35[10]
- Christian Kesteloot en Henk Meert, "Overleven in de grootstad Brussel: Economische integratie in achtergestelde buurten", in Vlaams Marxistisch Tijdschrift 32:3 (1998), 46-57[6]
- Christian Kesteloot en Henk Meert, "Informal spaces: The geography of informal economic activities in Brussels", in International journal of urban and regional research 23:2 (1999), 232-252
- Christian Kesteloot en Henk Meert, "Segregation and Economic Integration of Immigrants in Brussels", in Sophie Body-Gendrot en Marco Martiniello (red.), Minorities in European Cities: The Dynamics of Social Integration and Social Exclusion at the Neighbourhood Level (New York: Springer, 2000), 54-72
- Henk Meert, "Rural Community Life and the Importance of Reciprocal Survival Strategies", in Sociologia Ruralis 40:3 (2000), 319-338[5]
- Charles Christians, Henk Meert en Etienne Van Hecke, "Belgian agriculture and rural environments", in BELGEO 1:2 (2000), 201-218
- Kristel Beyens, Jan Blommaert, Henk Meert, Karen Stuyck en Kristof Verfaillie, "Daklozen, post-Fordistische solidariteit en disciplinerende stedelijkheid", in AGORA 21:5 (2005), 44-47[4]
- Kristel Beyens, Jan Blommaert, Henk Meert, Karen Stuyck en Kristof Verfaillie, "Veldslag tegen daklozen: de nieuwe hedendaagse klassenstrijd?", in Jan Béghin (red.), Armoede in Brussel (Berchem: EPO, 2006), 126-135
- Marie Bourgeois en Henk Meert, "Between rural and urban slums: A geography of pathways through homelessness", in Housing Studies 20:1 (2005), 107-125
- Christian Kesteloot, Sarah Luyten, Henk Meert en Karen Stuyck, "A Geography of Gender Relations: Role Patterns in the Context of Different Regional Industrial Development", in Regional Studies 42:1 (2008), 69-82
- Christian Kesteloot en Henk Meert, "The Geography of Survival: Household Strategies in Urban Settings", in Tijdschrift voor economische en sociale geografie 88:2 (2008), 169-181